# Stadion Centralny w Magnitogorsku
Stadion Centralny – wielofunkcyjny stadion w Magnitogorsku, w Rosji. Został otwarty w 1967 roku. Może pomieścić 13 300 widzów. Swoje spotkania rozgrywają na nim piłkarze klubu FK Magnitogorsk.